# Academia Costarriquenha da Língua
A Academia Costarriquenha da Língua (em castelhano:  Academia Costarricense de la Lengua) é uma associação sem fins lucrativos com sede na capital costa-riquenha San José, visando o estudo e a proteção do patrimônio linguístico da língua espanhola na Costa Rica.
Pertencem a associação, fundada em 12 de outubro de 1923, acadêmicos e especialistas de diversos ramos. A associação é membro da Associação de Academias da Língua Espanhola.